# Derby calcistici in Abruzzo

Bandiera dell'Abruzzo.

I derby calcistici in Abruzzo sono le sfide che mettono a confronto due squadre di calcio della regione Abruzzo.
Non essendo presenti più di una squadra professionistica per ciascuna città, dunque mancando in Abruzzo le stracittadine vere e proprie, se non a livello regionale, il termine viene generalmente associato a qualsiasi incontro venga disputato tra due squadre abruzzesi. Tuttavia storicamente i maggiori eventi calcistici regionali sono le sfide che mettono di fronte Chieti, Giulianova, L'Aquila, Lanciano, Pescara e Teramo, ovvero le squadre che vantano il maggior numero di tornei disputati nei campionati nazionali. Menzione speciale merita poi il Castel di Sangro, protagonista con il Pescara del primo derby abruzzese disputatosi in Serie B, il 19 gennaio 1997.
Gli unici derby disputati in Serie B sono quelli tra il già citato Castel di Sangro ed il Pescara e tra lo stesso Pescara e il Lanciano. Nessun derby abruzzese si è invece mai disputato in Serie A.

## Derby giocati in Serie B
Quanto segue è un elenco di tutti i derby della regione Abruzzo disputati almeno in Serie B.

### Castel di Sangro - Pescara
Il derby tra Castel di Sangro e Pescara è il primo ad essersi giocato in Serie B, torneo che le due compagini hanno disputato contemporaneamente in due stagioni, nel 1996-1997 e nel 1997-1998. Di particolare importanza fu l'incontro del 15 giugno 1997 valevole per la penultima giornata di campionato e terminato con la vittoria del Castel di Sangro, risultato che valse ai giallorossi la salvezza.
In totale le due squadre si sono affrontate sei volte, tutte in campionato.
| Competizione | Incontri | Vittorie C. di Sangro | Pareggi | Vittorie Pescara | Gol C. di Sangro | Gol Pescara |
| ------------ | -------- | --------------------- | ------- | ---------------- | ---------------- | ----------- |
| Serie B      | 4        | 2                     | 2       | 0                | 6                | 4           |
| Serie C1     | 2        | 0                     | 1       | 1                | 0                | 2           |
| Totale       | 6        | 2                     | 3       | 1                | 6                | 6           |

#### Storico degli incontri
| Stagione  | Competizione | Incontro               | Esito | Esito |
| --------- | ------------ | ---------------------- | ----- | ----- |
| 1996-1997 | Serie B      | Pescara - C. di Sangro | 1-1   | 1-2   |

| Stagione  | Competizione | Incontro               | Esito | Esito |
| --------- | ------------ | ---------------------- | ----- | ----- |
| 1997-1998 | Serie B      | Pescara - C. di Sangro | 1-1   | 1-2   |

| Stagione  | Competizione | Incontro               | Esito | Esito |
| --------- | ------------ | ---------------------- | ----- | ----- |
| 2001-2002 | Serie C1     | Pescara - C. di Sangro | 2-0   | 0-0   |

### Pescara - Lanciano
Il derby tra Pescara e Lanciano si è disputato con una certa continuità solo negli anni duemila e duemiladieci. La prima sfida tra formazioni lancianesi e pescaresi risale al 1925, quando la Virtus incontrò la URSUS di Castellammare Adriatico e l'Aternum di Pescara, società antenate del Pescara Calcio. Il primo derby ufficiale tra le due attuali società venne invece giocato nel 1940.
In totale le due squadre si sono affrontate 25 volte, 22 delle quali in campionato e 3 in coppa.
| Competizione             | Incontri | Vittorie Pescara | Pareggi | Vittorie Lanciano | Gol Pescara | Gol Lanciano |
| ------------------------ | -------- | ---------------- | ------- | ----------------- | ----------- | ------------ |
| Serie B                  | 6        | 4                | 2       | 0                 | 8           | 4            |
| Serie C                  | 2        | 1                | 0       | 1                 | 6           | 1            |
| Serie C1                 | 6        | 3                | 2       | 1                 | 10          | 4            |
| Lega Pro Prima Divisione | 4        | 0                | 3       | 1                 | 2           | 4            |
| Promozione               | 2        | 1                | 1       | 0                 | 8           | 4            |
| IV Serie                 | 2        | 1                | 1       | 0                 | 3           | 1            |
| Coppa Italia             | 1        | 1                | 0       | 0                 | 3           | 0            |
| Coppa Italia Serie C     | 2        | 2                | 0       | 0                 | 2           | 0            |
| Totale                   | 25       | 13               | 9       | 3                 | 42          | 18           |

#### Storico degli incontri
| Stagione  | Competizione | Incontro              | Esito | Esito |
| --------- | ------------ | --------------------- | ----- | ----- |
| 1940-1941 | Serie C      | Lanciano - Pescara    | 1-0   | 0-6   |
| 1940-1941 | C. Italia    | Pescara - Lanciano    | 3-0   | 3-0   |
| 1950-1951 | Promozione   | Pescara - V. Lanciano | 2-2   | 6-2   |
| 1956-1957 | IV Serie     | V. Lanciano - Pescara | 0-2   | 1-1   |
| 2001-2002 | Serie C1     | Lanciano - Pescara    | 1-1   | 1-2   |

| Stagione  | Competizione      | Incontro              | Esito | Esito |
| --------- | ----------------- | --------------------- | ----- | ----- |
| 2001-2002 | C. Italia Serie C | Pescara - Lanciano    | 1-0   | 1-0   |
| 2002-2003 | Serie C1          | Pescara - Lanciano    | 2-0   | 0-1   |
| 2007-2008 | Serie C1          | V. Lanciano - Pescara | 1-1   | 0-4   |
| 2008-2009 | Lega Pro 1ª div.  | Pescara - V. Lanciano | 0-0   | 0-2   |
| 2009-2010 | Lega Pro 1ª div.  | V. Lanciano - Pescara | 2-2   | 0-0   |

| Stagione  | Competizione | Incontro              | Esito | Esito |
| --------- | ------------ | --------------------- | ----- | ----- |
| 2013-2014 | Serie B      | V. Lanciano - Pescara | 0-1   | 2-2   |
| 2014-2015 | Serie B      | Pescara - V. Lanciano | 1-1   | 1-0   |
| 2015-2016 | Serie B      | V. Lanciano - Pescara | 1-2   | 0-4   |

## Altri derby rilevanti
L'elenco riporta gli incontri derby principali della regione Abruzzo, ovvero le sfide disputatesi almeno 20 volte tra il terzo e il quarto livello professionistico.

### Avezzano - L'Aquila
Il derby tra Avezzano e L’Aquila è una sfida campanilistica particolarmente sentita nelle due città, sebbene si sia disputata con continuità solo negli anni Quaranta e successivamente tra la fine degli anni Settanta e l'inizio dei Novanta. Le due formazioni si incontrarono per la prima volta al campo di Borgo Pineta nel 1931.
Al 28 ottobre 2024, si sono svolti 58 incontri tra le due squadre, di cui 53 in campionato, 2 nel campionato abruzzese di guerra (con esito sconosciuto) e 3 nelle coppe.
| Competizione               | Incontri | Vittorie Avezzano | Pareggi | Vittorie L'Aquila | Gol Avezzano | Gol L'Aquila |
| -------------------------- | -------- | ----------------- | ------- | ----------------- | ------------ | ------------ |
| Serie C                    | 6        | 2                 | 1       | 3                 | 10           | 14           |
| Seconda Divisione          | 2        | 0                 | 0       | 2                 | 2            | 8            |
| Serie C2                   | 8        | 3                 | 5       | 0                 | 12           | 4            |
| Promozione                 | 8        | 5                 | 1       | 2                 | 12           | 5            |
| Serie D                    | 15       | 4                 | 7       | 4                 | 12           | 13           |
| Campionato Interregionale  | 10       | 2                 | 2       | 6                 | 13           | 6            |
| Torneo abruzzese           | 2        | ?                 | ?       | ?                 | ?            | ?            |
| Eccellenza Abruzzo         | 4        | 0                 | 3       | 1                 | 4            | 6            |
| Coppa Italia Serie D       | 1        | 1                 | 0       | 0                 | 1            | 0            |
| Coppa dell'Italia Centrale | 2        | 0                 | 0       | 2                 | 1            | 12           |
| Totale                     | 59       | 17                | 20      | 20                | 69           | 70           |

#### Storico degli incontri
| Stagione  | Competizione       | Incontro                    | Esito | Esito |
| --------- | ------------------ | --------------------------- | ----- | ----- |
| 1931-1932 | 2ª Divisione       | Marsica - L'Aquila          | 0-3   | 2-5   |
| 1938-1939 | C. Italia Centrale | Forza e Coraggio - L'Aquila | 0-2   | 1-10  |
| 1944-1945 | Torneo abruzzese   | L'Aquila - Forza e Coraggio | ?     | ?     |
| 1945-1946 | Serie C            | L'Aquila - Forza e Coraggio | 3-0   | 2-3   |
| 1946-1947 | Serie C            | Forza e Coraggio - L'Aquila | 2-2   | 2-4   |
| 1947-1948 | Serie C            | L'Aquila - Forza e Coraggio | 2-1   | 1-2   |
| 1948-1949 | Promozione         | L'Aquila - Forza e Coraggio | 1-0   | 1-0   |
| 1949-1950 | Promozione         | L'Aquila - Forza e Coraggio | 1-1   | 0-3   |
| 1950-1951 | Promozione         | L'Aquila - Forza e Coraggio | 2-3   | 0-2   |
| 1951-1952 | Promozione         | Forza e Coraggio - L'Aquila | 1-0   | 3-0   |
| 1970-1971 | Serie D            | L'Aquila - Forza e Coraggio | 0-0   | 0-1   |
| 1975-1976 | Serie D            | Avezzano - L'Aquila         | 3-0   | 2-1   |
| 1976-1977 | Serie D            | Avezzano - L'Aquila         | 0-0   | 0-0   |
| 1977-1978 | Serie D            | L'Aquila - Avezzano         | 0-0   | 0-2   |
| 1979-1980 | Serie C2           | Avezzano - L'Aquila         | 0-0   | 0-0   |

| Stagione  | Competizione       | Incontro            | Esito | Esito |
| --------- | ------------------ | ------------------- | ----- | ----- |
| 1980-1981 | Serie C2           | Avezzano - L'Aquila | 1-0   | 1-1   |
| 1981-1982 | Serie C2           | L'Aquila - Avezzano | 0-1   | 0-1   |
| 1983-1984 | Interregionale     | L'Aquila - Avezzano | 2-0   | 2-1   |
| 1984-1985 | Interregionale     | L'Aquila - Avezzano | 2-0   | 1-0   |
| 1987-1988 | Interregionale     | L'Aquila - Avezzano | 2-0   | 1-2   |
| 1988-1989 | Interregionale     | L'Aquila - Avezzano | 1-0   | 1-1   |
| 1990-1991 | Interregionale     | Avezzano - L'Aquila | 2-1   | 0-0   |
| 1993-1994 | Serie C2           | Avezzano - L'Aquila | 1-1   | 0-0   |
| 2016-2017 | Serie D            | L'Aquila - Avezzano | 1-1   | 2-0   |
| 2016-2017 | C. Italia Serie D  | Avezzano - L'Aquila | 1-0   | 1-0   |
| 2017-2018 | Serie D            | Avezzano - L'Aquila | 1-1   | 1-1   |
| 2020-2021 | Eccellenza Abruzzo | L'Aquila - Avezzano | 3-1   | 1-1   |
| 2021-2022 | Eccellenza Abruzzo | L'Aquila - Avezzano | 1-1   | 1-1   |
| 2023-2024 | Serie D            | L'Aquila - Avezzano | 1-0   | 1-0   |
| 2024-2025 | Serie D            | Avezzano - L'Aquila | 2-2   | 1-5   |

### Chieti - L'Aquila
Quella tra Chieti e L’Aquila è una delle sfide storiche d'Abruzzo, nonché la seconda più disputata nella regione dopo Giulianova-Teramo. Le due formazioni si incontrarono per la prima volta all'Aquila, sul campo di Piazza d'Armi, nel 1932; da quel momento, il derby si è disputato con continuità nel corso degli anni in numerose competizioni ed in un'occasione ― (nel 2012-2013) ― è valsa la semifinale play-off per la promozione in Lega Pro Prima Divisione.
Ad aprile 2025, si sono svolti 88 incontri tra le due squadre, di cui 72 in campionato, 2 nel campionato abruzzese di guerra e 14 nelle coppe.
| Competizione                    | Incontri | Vittorie Chieti | Pareggi | Vittorie L'Aquila | Gol Chieti | Gol L'Aquila |
| ------------------------------- | -------- | --------------- | ------- | ----------------- | ---------- | ------------ |
| Serie C                         | 24       | 10              | 9       | 5                 | 24         | 19           |
| Serie C1                        | 6        | 4               | 1       | 1                 | 10         | 4            |
| Seconda Divisione               | 2        | 1               | 1       | 0                 | 2          | 1            |
| Serie C2                        | 6        | 4               | 1       | 1                 | 12         | 4            |
| Lega Pro Seconda Divisione      | 8        | 2               | 3       | 3                 | 5          | 7            |
| Promozione                      | 8        | 3               | 3       | 2                 | 14         | 7            |
| IV Serie                        | 6        | 1               | 3       | 2                 | 6          | 7            |
| Serie D                         | 8        | 2               | 4       | 2                 | 5          | 6            |
| Campionato Interregionale       | 2        | 1               | 0       | 1                 | 3          | 2            |
| Torneo abruzzese                | 2        | 1               | 1       | 0                 | 5          | 2            |
| Eccellenza Abruzzo              | 2        | 1               | 1       | 0                 | 2          | 1            |
| Coppa Italia                    | 1        | 0               | 0       | 1                 | 3          | 4            |
| Coppa Aldo Fiorini              | 2        | 2               | 0       | 0                 | 6          | 3            |
| Coppa Italia Semiprofessionisti | 2        | 0               | 1       | 1                 | 1          | 7            |
| Coppa Italia Serie C            | 4        | 0               | 2       | 2                 | 2          | 6            |
| Coppa Italia Serie D            | 1        | 0               | 0       | 1                 | 0          | 2            |
| Coppa Abruzzo                   | 2        | 0               | 1       | 1                 | 1          | 2            |
| Totale                          | 88       | 33              | 32      | 23                | 103        | 85           |

#### Storico degli incontri
| Stagione  | Competizione       | Incontro                 | Esito | Esito |
| --------- | ------------------ | ------------------------ | ----- | ----- |
| 1931-1932 | 2ª Divisione       | L'Aquila - Gloria Chieti | 0-0   | 1-2   |
| 1941-1942 | Serie C            | L'Aquila - Chieti        | 2-1   | 2-4   |
| 1942-1943 | Coppa Aldo Fiorini | Chieti - L'Aquila        | 3-1   | 3-2   |
| 1944-1945 | Torneo abruzzese   | Chieti - L'Aquila        | 3-0   | 2-2   |
| 1947-1948 | Serie C            | Chieti - L'Aquila        | 4-2   | 3-2   |
| 1948-1949 | Promozione         | L'Aquila - Chieti        | 1-1   | 0-3   |
| 1949-1950 | Promozione         | Chieti - L'Aquila        | 3-0   | 0-1   |
| 1950-1951 | Promozione         | L'Aquila - Chieti        | 0-0   | 1-4   |
| 1951-1952 | Promozione         | Chieti - L'Aquila        | 2-2   | 1-2   |
| 1953-1954 | IV Serie           | Chieti - L'Aquila        | 2-2   | 1-2   |
| 1953-1954 | Coppa Abruzzo      | Chieti - L'Aquila        | 0-0   | 1-2   |
| 1955-1956 | IV Serie           | Chieti - L'Aquila        | 1-1   | 0-1   |
| 1956-1957 | IV Serie           | Chieti - L'Aquila        | 1-1   | 1-0   |
| 1958-1959 | Serie C            | L'Aquila - Chieti        | 3-0   | 0-0   |
| 1958-1959 | C. Italia          | L'Aquila - Chieti        | 4-3   | 4-3   |
| 1959-1960 | Serie C            | Chieti - L'Aquila        | 0-0   | 1-1   |
| 1960-1961 | Serie C            | Chieti - L'Aquila        | 0-1   | 1-1   |
| 1961-1962 | Serie C            | L'Aquila - Chieti        | 1-1   | 0-1   |
| 1962-1963 | Serie C            | Chieti - L'Aquila        | 2-0   | 0-0   |
| 1963-1964 | Serie C            | L'Aquila - Chieti        | 0-1   | 2-0   |
| 1964-1965 | Serie C            | Chieti - L'Aquila        | 1-0   | 0-1   |
| 1965-1966 | Serie C            | Chieti - L'Aquila        | 2-1   | 0-0   |
| 1967-1968 | Serie C            | L'Aquila - Chieti        | 0-0   | 0-1   |

| Stagione  | Competizione       | Incontro          | Esito | Esito |
| --------- | ------------------ | ----------------- | ----- | ----- |
| 1968-1969 | Serie C            | Chieti - L'Aquila | 1-0   | 0-0   |
| 1973-1974 | C. Italia Semipro. | L'Aquila - Chieti | 1-1   | 0-6   |
| 1976-1977 | Serie D            | L'Aquila - Chieti | 0-1   | 1-1   |
| 1981-1982 | Serie C2           | Chieti - L'Aquila | 3-0   | 1-1   |
| 1984-1985 | Interregionale     | L'Aquila - Chieti | 1-0   | 1-3   |
| 1993-1994 | C. Italia Serie C  | Chieti - L'Aquila | 0-3   | 0-3   |
| 1998-1999 | Serie C2           | L'Aquila - Chieti | 1-2   | 0-3   |
| 1998-1999 | C. Italia Serie C  | L'Aquila - Chieti | 1-0   | 1-0   |
| 1999-2000 | Serie C2           | Chieti - L'Aquila | 0-1   | 3-1   |
| 2000-2001 | C. Italia Serie C  | L'Aquila - Chieti | 2-2   | 2-2   |
| 2001-2002 | Serie C1           | L'Aquila - Chieti | 1-0   | 0-0   |
| 2002-2003 | Serie C1           | Chieti - L'Aquila | 0-0   | 0-1   |
| 2002-2003 | C. Italia Serie C  | L'Aquila - Chieti | 0-0   | 0-0   |
| 2003-2004 | Serie C1           | Chieti - L'Aquila | 3-2   | 2-1   |
| 2009-2010 | Serie D            | Chieti - L'Aquila | 0-0   | 1-1   |
| 2009-2010 | C. Italia Serie D  | Chieti - L'Aquila | 0-2   | 0-2   |
| 2010-2011 | Lega Pro 2ª div.   | Chieti - L'Aquila | 1-2   | 0-0   |
| 2011-2012 | Lega Pro 2ª div.   | L'Aquila - Chieti | 1-1   | 0-0   |
| 2012-2013 | Lega Pro 2ª div.   | Chieti - L'Aquila | 0-1   | 2-1   |
| 2012-2013 | Play-off           | L'Aquila - Chieti | 2-0   | 0-1   |
| 2020-2021 | Eccellenza Abruzzo | Chieti - L'Aquila | 1-1   | 1-0   |
| 2023-2024 | Serie D            | Chieti - L'Aquila | 1-0   | 1-1   |
| 2024-2025 | Serie D            | Chieti - L'Aquila | 0-1   | 0-2   |

### Chieti - Pescara
Il derby tra Chieti e Pescara è tra i più sentiti in Abruzzo e si tratta di uno degli incontri più antichi a livello regionale: difatti già nel 1923 la Pippo Messangioli di Chieti, antesignana della società neroverde, incontrò in amichevole la URSUS di Castellammare Adriatico e l'Aternum di Pescara, società antenate dell'attuale Pescara. Il primo derby ufficiale tra le due società venne si giocò nel 1940 allo stadio della Civitella di Chieti.
Al 9 dicembre 2024, si sono svolti 52 incontri tra le due squadre, di cui 48 in campionato, 2 nel campionato abruzzese di guerra e 2 nelle coppe.
| Competizione                    | Gare | Vittorie Chieti | Pareggi | Vittorie Pescara | Gol Chieti | Gol Pescara |
| ------------------------------- | ---- | --------------- | ------- | ---------------- | ---------- | ----------- |
| Serie C                         | 30   | 10              | 10      | 10               | 30         | 35          |
| Serie C1                        | 4    | 1               | 3       | 0                | 4          | 3           |
| Promozione                      | 2    | 0               | 2       | 0                | 3          | 3           |
| IV Serie                        | 12   | 2               | 7       | 3                | 9          | 14          |
| Torneo abruzzese                | 2    | 1               | 0       | 1                | 1          | 4           |
| Coppa Italia Semiprofessionisti | 2    | 0               | 1       | 1                | 3          | 4           |
| Totale                          | 52   | 14              | 23      | 15               | 50         | 63          |

#### Storico degli incontri
| Stagione  | Competizione     | Incontro         | Esito | Esito |
| --------- | ---------------- | ---------------- | ----- | ----- |
| 1940-1941 | Serie C          | Chieti - Pescara | 0-0   | 0-3   |
| 1944-1945 | Torneo abruzzese | Pescara - Chieti | 4-0   | 0-1   |
| 1950-1951 | Promozione       | Chieti - Pescara | 1-1   | 2-2   |
| 1952-1953 | IV Serie         | Pescara - Chieti | 1-1   | 0-1   |
| 1953-1954 | IV Serie         | Pescara - Chieti | 0-0   | 5-1   |
| 1954-1955 | IV Serie         | Chieti - Pescara | 2-2   | 0-1   |
| 1955-1956 | IV Serie         | Chieti - Pescara | 2-1   | 0-0   |
| 1956-1957 | IV Serie         | Pescara - Chieti | 1-1   | 0-0   |
| 1957-1958 | IV Serie         | Pescara - Chieti | 1-1   | 2-0   |
| 1958-1959 | Serie C          | Pescara - Chieti | 0-1   | 0-1   |
| 1959-1960 | Serie C          | Chieti - Pescara | 3-2   | 0-4   |
| 1960-1961 | Serie C          | Pescara - Chieti | 5-1   | 1-5   |
| 1961-1962 | Serie C          | Pescara - Chieti | 1-1   | 0-0   |

| Stagione  | Competizione       | Incontro         | Esito | Esito |
| --------- | ------------------ | ---------------- | ----- | ----- |
| 1962-1963 | Serie C            | Pescara - Chieti | 2-1   | 1-1   |
| 1963-1964 | Serie C            | Chieti - Pescara | 1-1   | 1-2   |
| 1964-1965 | Serie C            | Chieti - Pescara | 1-0   | 0-2   |
| 1965-1966 | Serie C            | Pescara - Chieti | 2-1   | 1-1   |
| 1967-1968 | Serie C            | Chieti - Pescara | 2-0   | 0-2   |
| 1968-1969 | Serie C            | Pescara - Chieti | 0-0   | 0-1   |
| 1969-1970 | Serie C            | Chieti - Pescara | 2-0   | 0-0   |
| 1970-1971 | Serie C            | Pescara - Chieti | 2-0   | 0-2   |
| 1971-1972 | Serie C            | Chieti - Pescara | 2-1   | 1-2   |
| 1973-1974 | Serie C            | Pescara - Chieti | 1-1   | 0-0   |
| 1973-1974 | C. Italia Semipro. | Pescara - Chieti | 2-1   | 2-2   |
| 2001-2002 | Serie C1           | Chieti - Pescara | 1-0   | 1-1   |
| 2002-2003 | Serie C1           | Chieti - Pescara | 1-1   | 1-1   |

### Chieti - Teramo
Dopo alcuni incontri tra le antenate formazioni delle due città, la Gloria Chieti e la Gran Sasso Teramo, nel 1933 venne disputato il primo derby ufficiale tra Chieti e Teramo, allora disputanti il campionato regionale di Seconda Divisione; nel 1940, infine, si è verificato il primo incontro in un campionato nazionale. Nel 2000-2001 la gara è valsa la finale play-off della Serie C2 che, nel computo delle due gare, ha visto vincente il Chieti.
In totale le due squadre si sono affrontate 70 volte, 55 delle quali in campionato e 15 nelle coppe.
| Competizione                    | Gare | Vittorie Chieti | Pareggi | Vittorie Teramo | Gol Chieti | Gol Teramo |
| ------------------------------- | ---- | --------------- | ------- | --------------- | ---------- | ---------- |
| Serie C                         | 14   | 2               | 5       | 7               | 15         | 21         |
| Serie C1                        | 10   | 4               | 3       | 3               | 11         | 11         |
| Serie C2                        | 16   | 8               | 6       | 2               | 14         | 7          |
| Lega Pro Seconda Divisione      | 4    | 0               | 1       | 3               | 4          | 8          |
| Promozione                      | 6    | 3               | 1       | 2               | 8          | 5          |
| IV Serie                        | 4    | 4               | 0       | 0               | 7          | 2          |
| Coppa Italia                    | 1    | 0               | 0       | 1               | 1          | 3          |
| Coppa Italia Semiprofessionisti | 8    | 4               | 3       | 1               | 14         | 7          |
| Coppa Italia Serie C            | 6    | 2               | 1       | 3               | 7          | 8          |
| Serie D                         | 1    | 0               | 1       | 0               | 1          | 1          |
| Totale                          | 70   | 27              | 21      | 22              | 82         | 73         |

#### Storico degli incontri
| Stagione  | Competizione       | Incontro        | Esito | Esito |
| --------- | ------------------ | --------------- | ----- | ----- |
| 1940-1941 | Serie C            | Teramo - Chieti | 3-1   | 2-2   |
| 1940-1941 | C. Italia          | Teramo - Chieti | 3-1   | 3-1   |
| 1946-1947 | Serie C            | Chieti - Teramo | 5-2   | 1-4   |
| 1947-1948 | Serie C            | Teramo - Chieti | 1-1   | 0-2   |
| 1948-1949 | Promozione         | Chieti - Teramo | 3-0   | 1-2   |
| 1949-1950 | Promozione         | Chieti - Teramo | 2-1   | 0-2   |
| 1950-1951 | Promozione         | Chieti - Teramo | 0-0   | 2-0   |
| 1955-1956 | IV Serie           | Teramo - Chieti | 1-1   | 0-1   |
| 1956-1957 | IV Serie           | Teramo - Chieti | 0-1   | 0-1   |
| 1959-1960 | Serie C            | Chieti - Teramo | 0-1   | 1-1   |
| 1972-1973 | C. Italia Semipro. | Teramo - Chieti | 2-4   | 1-3   |
| 1974-1975 | Serie C            | Teramo - Chieti | 2-1   | 2-0   |
| 1974-1975 | C. Italia Semipro. | Chieti - Teramo | 1-1   | 0-2   |
| 1975-1976 | Serie C            | Chieti - Teramo | 0-1   | 0-1   |
| 1977-1978 | Serie C            | Teramo - Chieti | 0-0   | 1-1   |
| 1977-1978 | C. Italia Semipro. | Teramo - Chieti | 1-0   | 1-1   |
| 1978-1979 | Serie C1           | Chieti - Teramo | 0-0   | 1-1   |
| 1978-1979 | C. Italia Semipro. | Chieti - Teramo | 2-0   | 1-1   |
| 1979-1980 | Serie C1           | Teramo - Chieti | 2-1   | 1-2   |

| Stagione  | Competizione      | Incontro        | Esito | Esito |
| --------- | ----------------- | --------------- | ----- | ----- |
| 1980-1981 | Serie C2          | Teramo - Chieti | 0-0   | 0-1   |
| 1981-1982 | Serie C2          | Teramo - Chieti | 2-1   | 0-1   |
| 1988-1989 | Serie C2          | Teramo - Chieti | 0-1   | 1-1   |
| 1989-1990 | Serie C2          | Teramo - Chieti | 1-0   | 0-1   |
| 1989-1990 | C. Italia Serie C | Teramo - Chieti | 1-0   | 1-0   |
| 1990-1991 | Serie C2          | Teramo - Chieti | 0-2   | 0-0   |
| 1990-1991 | C. Italia Serie C | Teramo - Chieti | 2-1   | 2-1   |
| 1994-1995 | C. Italia Serie C | Teramo - Chieti | 0-0   | 1-2   |
| 1996-1997 | Serie C2          | Teramo - Chieti | 0-1   | 1-1   |
| 1997-1998 | C. Italia Serie C | Chieti - Teramo | 3-2   | 3-2   |
| 2000-2001 | Serie C2          | Teramo - Chieti | 1-2   | 0-0   |
| 2000-2001 | Play-off          | Teramo - Chieti | 1-1   | 0-1   |
| 2002-2003 | Serie C1          | Teramo - Chieti | 2-1   | 0-1   |
| 2002-2003 | C. Italia Serie C | Teramo - Chieti | 2-1   | 2-1   |
| 2003-2004 | Serie C1          | Teramo - Chieti | 2-0   | 0-1   |
| 2004-2005 | Serie C1          | Chieti - Teramo | 3-2   | 1-1   |
| 2012-2013 | Lega Pro 2ª div.  | Chieti - Teramo | 2-3   | 1-1   |
| 2013-2014 | Lega Pro 2ª div.  | Teramo - Chieti | 2-0   | 2-1   |
| 2024-2025 | Serie D           | Chieti -Teramo  | 1-1   | ?-?   |

### Chieti - Lanciano
Il derby tra Chieti e Lanciano contrappone i due principali club della provincia di Chieti. La prima sfida amichevole tra le attuali società, nate rispettivamente nel 1922 e nel 1920, è relativa al 1923; due anni più tardi, nel 1925, le due formazioni si scontrarono ufficialmente nel torneo organizzato dal direttorio regionale. La prima sfida di carattere nazionale tra le due attuali società (il Chieti era denominato Pippo Messangioli) è relativa al 1928-1929 furono inserite nello stesso girone del Campionato Meridionale, il torneo antesignano della Serie C. In un caso, nel 1985-1986, l'incontro è valso come spareggio per la promozione in Serie C2; ad aggiudicarselo, sul neutro di Latina, furono i rossoneri.
In totale le due squadre si sono affrontate 77 volte, 51 delle quali in campionato, 21 nelle coppe e 5 in amichevole.
| Competizione                    | Gare | Vittorie Chieti | Pareggi | Vittorie Lanciano | Gol Chieti | Gol Lanciano |
| ------------------------------- | ---- | --------------- | ------- | ----------------- | ---------- | ------------ |
| Campionato Meridionale          | 2    | 1               | 0       | 1                 | 1          | 1            |
| Serie C                         | 4    | 3               | 0       | 1                 | 6          | 9            |
| Serie C1                        | 10   | 0               | 6       | 4                 | 2          | 9            |
| Serie C2                        | 16   | 3               | 9       | 4                 | 11         | 13           |
| Promozione                      | 6    | 4               | 0       | 2                 | 11         | 6            |
| IV Serie                        | 2    | 2               | 0       | 0                 | 3          | 0            |
| Serie D                         | 2    | 1               | 1       | 0                 | 3          | 0            |
| Campionato Interregionale       | 7    | 2               | 1       | 4                 | 7          | 11           |
| Coppa Italia Semiprofessionisti | 6    | 2               | 2       | 2                 | 5          | 7            |
| Coppa Italia Serie C            | 13   | 6               | 3       | 4                 | 13         | 8            |
| Coppa Italia Lega Pro           | 1    | 0               | 0       | 1                 | 1          | 2            |
| Coppa Italia Dilettanti         | 1    | 0               | 1       | 0                 | 0          | 0            |
| Eccellenza Abruzzo              | 2    | 2               | 0       | 0                 | 7          | 1            |
| Totale                          | 72   | 26              | 23      | 23                | 70         | 67           |

#### Storico degli incontri
| Stagione  | Competizione         | Incontro                  | Esito | Esito |
| --------- | -------------------- | ------------------------- | ----- | ----- |
| 1928-1929 | C. Meridionale       | Messangioli - V. Lanciano | 1-0   | 0-1   |
| 1940-1941 | Serie C              | Lanciano - Chieti         | 2-0   | 1-4   |
| 1947-1948 | Serie C              | V. Lanciano - Chieti      | 2-3   | 1-2   |
| 1948-1949 | Promozione           | Chieti - V. Lanciano      | 1-0   | 3-0   |
| 1949-1950 | Promozione           | V. Lanciano - Chieti      | 2-1   | 1-3   |
| 1950-1951 | Promozione           | Chieti - V. Lanciano      | 1-2   | 2-1   |
| 1956-1957 | IV Serie             | Chieti - V. Lanciano      | 2-0   | 1-0   |
| 1976-1977 | Serie D              | Chieti - Lanciano         | 3-0   | 0-0   |
| 1976-1977 | C. Italia Semipro.   | Chieti - Lanciano         | 1-1   | 0-2   |
| 1979-1980 | C. Italia Semipro.   | Lanciano - Chieti         | 3-1   | 1-2   |
| 1980-1981 | Serie C2             | Lanciano - Chieti         | 0-0   | 0-0   |
| 1980-1981 | C. Italia Semipro.   | Chieti - Lanciano         | 1-0   | 0-0   |
| 1981-1982 | Serie C2             | Chieti - Lanciano         | 2-2   | 0-0   |
| 1981-1982 | C. Italia Serie C    | Lanciano - Chieti         | 0-1   | 0-0   |
| 1983-1984 | Interregionale       | Lanciano - Chieti         | 0-1   | 2-2   |
| 1984-1985 | Interregionale       | Chieti - Lanciano         | 1-0   | 1-3   |
| 1984-1985 | C. Italia Dilettanti | Lanciano - Chieti         | 0-0   | 0-0   |
| 1985-1986 | Interregionale       | Lanciano - Chieti         | 1-0   | 1-0   |
| 1985-1986 | Spareggio            | Lanciano - Chieti         | 4-2   | 4-2   |
| 1987-1988 | Serie C2             | Lanciano - Chieti         | 2-1   | 0-3   |
| 1987-1988 | C. Italia Serie C    | Chieti - Lanciano         | 0-1   | 0-3   |

| Stagione  | Competizione       | Incontro          | Esito     | Esito     |
| --------- | ------------------ | ----------------- | --------- | --------- |
| 1988-1989 | Serie C2           | Lanciano - Chieti | 0-1       | 0-0       |
| 1988-1989 | C. Italia Serie C  | Lanciano - Chieti | 2-0       | 0-1       |
| 1989-1990 | Serie C2           | Chieti - Lanciano | 1-1       | 0-0       |
| 1989-1990 | C. Italia Serie C  | Chieti - Lanciano | 2-2       | 2-2       |
| 1990-1991 | Serie C2           | Chieti - Lanciano | 1-0       | 0-0       |
| 1990-1991 | C. Italia Serie C  | Chieti - Lanciano | 1-0       | 1-0       |
| 1991-1992 | C. Italia Serie C  | Lanciano - Chieti | 3-0       | 3-0       |
| 1999-2000 | Serie C2           | Chieti - Lanciano | 1-1       | 1-5       |
| 1999-2000 | C. Italia Serie C  | Chieti - Lanciano | 0-0       | 0-0       |
| 2000-2001 | Serie C2           | Chieti - Lanciano | 0-1       | 0-1       |
| 2000-2001 | C. Italia Serie C  | Chieti - Lanciano | 2-0       | 2-0       |
| 2001-2002 | Serie C1           | Lanciano - Chieti | 0-0       | 0-0       |
| 2001-2002 | C. Italia Serie C  | Lanciano - Chieti | 0-1       | 0-1       |
| 2002-2003 | Serie C1           | Lanciano - Chieti | 3-0       | 1-1       |
| 2003-2004 | Serie C1           | Chieti - Lanciano | 0-0       | 0-1       |
| 2003-2004 | C. Italia Serie C  | Chieti - Lanciano | 1-0       | 1-0       |
| 2004-2005 | Serie C1           | Chieti - Lanciano | 0-0       | 0-0       |
| 2005-2006 | Serie C1           | Lanciano - Chieti | 2-0       | 2-1       |
| 2011-2012 | C. Italia Lega Pro | Chieti - Lanciano | 1-2 (dts) | 1-2 (dts) |
| 2020-2021 | Eccellenza Abruzzo | Chieti - Lanciano | 5-1       | 2-0       |

### Giulianova - Teramo
Il derby tra Giulianova e Teramo è fra i più sentiti della regione e contrappone i due principali club della provincia di Teramo. La prima sfida ufficiale tra due formazioni giuliesi e teramane si giocò il 26 dicembre 1929 e vide fronteggiarsi la Pro Italia (in casacca blu) e l'A.S. Teramo (in casacca giallorossa, i colori adottati dai rivali a partire dal 1936). La prima sfida di carattere nazionale tra le due attuali società è invece datata 1939. Nel 1963 le due squadre si affrontarono per uno spareggio salvezza, giocato sul neutro di Ascoli Piceno, e nel 1994 per i quarti di finale del torneo per l'assegnazione dello Scudetto Dilettanti.
In totale le due squadre si sono affrontate 122 volte, 71 delle quali in campionato, 49 nelle coppe e 2 nella già citata Poule Scudetto. Tra i derby abruzzesi, Giulianova-Teramo è l'incontro maggiormente disputato in competizioni nazionali (Serie C, serie C1 e Serie C2).
| Competizione                      | Gare | Vittorie Giulianova | Pareggi | Vittorie Teramo | Gol Giulianova | Gol Teramo |
| --------------------------------- | ---- | ------------------- | ------- | --------------- | -------------- | ---------- |
| Serie C                           | 14   | 0                   | 8       | 6               | 13             | 20         |
| Serie C1                          | 10   | 1                   | 5       | 4               | 7              | 12         |
| Serie C2                          | 22   | 6                   | 10      | 6               | 13             | 15         |
| IV Serie                          | 4    | 2                   | 1       | 1               | 4              | 4          |
| Campionato Interregionale         | 4    | 1                   | 2       | 1               | 2              | 6          |
| Serie D                           | 13   | 2                   | 9       | 2               | 8              | 7          |
| Campionato Nazionale Dilettanti   | 2    | 1                   | 0       | 1               | 1              | 2          |
| Scudetto Dilettanti               | 2    | 1                   | 0       | 1               | 3              | 1          |
| Coppa Italia Semiprofessionisti   | 18   | 10                  | 5       | 3               | 25             | 16         |
| Coppa Italia Serie C              | 30   | 7                   | 10      | 13              | 24             | 30         |
| Eccellenza Abruzzo                | 2    | 1                   | 1       | 0               | 3              | 2          |
| Coppa Italia d'Eccellenza Abruzzo | 1    | 0                   | 1       | 0               | 2              | 2          |
| Totale                            | 122  | 32                  | 52      | 38              | 105            | 117        |

#### Storico degli incontri
| Stagione  | Competizione       | Incontro            | Esito | Esito |
| --------- | ------------------ | ------------------- | ----- | ----- |
| 1939-1940 | Serie C            | Giulianova - Teramo | 2-2   | 0-2   |
| 1946-1947 | Serie C            | Giulianova - Teramo | 1-1   | 0-0   |
| 1947-1948 | Serie C            | Giulianova - Teramo | 0-1   | 3-5   |
| 1955-1956 | IV Serie           | Giulianova - Teramo | 1-0   | 1-4   |
| 1956-1957 | IV Serie           | Giulianova - Teramo | 0-0   | 2-0   |
| 1957-1958 | Interregionale     | Teramo - Giulianova | 0-0   | 1-2   |
| 1958-1959 | Interregionale     | Giulianova - Teramo | 0-0   | 0-5   |
| 1961-1962 | Serie D            | Teramo - Giulianova | 0-0   | 1-1   |
| 1962-1963 | Serie D            | Giulianova - Teramo | 0-1   | 0-0   |
| 1962-1963 | Spareggio          | Giulianova - Teramo | 2-0   | 2-0   |
| 1964-1965 | Serie D            | Teramo - Giulianova | 0-0   | 2-2   |
| 1965-1966 | Serie D            | Giulianova - Teramo | 0-0   | 0-0   |
| 1969-1970 | Serie D            | Teramo - Giulianova | 1-0   | 0-1   |
| 1970-1971 | Serie D            | Teramo - Giulianova | 2-2   | 0-0   |
| 1972-1973 | C. Italia Semipro. | Teramo - Giulianova | 1-2   | 1-2   |
| 1973-1974 | C. Italia Semipro. | Teramo - Giulianova | 0-1   | 1-2   |
| 1974-1975 | Serie C            | Giulianova - Teramo | 0-2   | 1-2   |
| 1974-1975 | C. Italia Semipro. | Giulianova - Teramo | 1-1   | 2-2   |
| 1975-1976 | Serie C            | Giulianova - Teramo | 0-0   | 1-1   |
| 1975-1976 | C. Italia Semipro. | Teramo - Giulianova | 0-0   | 2-3   |
| 1976-1977 | Serie C            | Giulianova - Teramo | 1-1   | 1-1   |
| 1976-1977 | C. Italia Semipro. | Giulianova - Teramo | 2-1   | 0-0   |
| 1977-1978 | Serie C            | Teramo - Giulianova | 2-2   | 1-0   |
| 1977-1978 | C. Italia Semipro. | Teramo - Giulianova | 1-0   | 0-1   |
| 1978-1979 | C. Italia Semipro. | Giulianova - Teramo | 2-3   | 0-1   |
| 1979-1980 | C. Italia Semipro. | Teramo - Giulianova | 0-2   | 0-2   |
| 1980-1981 | C. Italia Semipro. | Giulianova - Teramo | 3-2   | 0-0   |
| 1981-1982 | C. Italia Serie C  | Giulianova - Teramo | 1-0   | 0-2   |
| 1982-1983 | Serie C2           | Giulianova - Teramo | 1-0   | 0-2   |
| 1983-1984 | Serie C2           | Giulianova - Teramo | 1-0   | 0-0   |
| 1983-1984 | C. Italia Serie C  | Giulianova - Teramo | 1-2   | 0-1   |
| 1984-1985 | Serie C2           | Giulianova - Teramo | 1-0   | 1-2   |
| 1984-1985 | C. Italia Serie C  | Giulianova - Teramo | 6-0   | 0-1   |
| 1985-1986 | Serie C2           | Teramo - Giulianova | 2-1   | 0-0   |
| 1985-1986 | C. Italia Serie C  | Giulianova - Teramo | 1-1   | 0-0   |

| Stagione  | Competizione       | Incontro            | Esito         | Esito         |
| --------- | ------------------ | ------------------- | ------------- | ------------- |
| 1986-1987 | C. Italia Serie C  | Giulianova - Teramo | 0-0           | 0-0           |
| 1987-1988 | C. Italia Serie C  | Giulianova - Teramo | 0-0 (3-2 dcr) | 0-1           |
| 1988-1989 | Serie C2           | Teramo - Giulianova | 1-1           | 2-2           |
| 1988-1989 | C. Italia Serie C  | Giulianova - Teramo | 3-1           | 0-3           |
| 1989-1990 | Serie C2           | Teramo - Giulianova | 1-1           | 0-0           |
| 1989-1990 | C. Italia Serie C  | Teramo - Giulianova | 1-0           | 1-0           |
| 1990-1991 | Serie C2           | Giulianova - Teramo | 1-0           | 0-2           |
| 1990-1991 | C. Italia Serie C  | Giulianova - Teramo | 1-2           | 1-2           |
| 1991-1992 | Serie C2           | Giulianova - Teramo | 1-1           | 1-0           |
| 1991-1992 | C. Italia Serie C  | Giulianova - Teramo | 2-1           | 2-1           |
| 1992-1993 | C.N.D.             | Giulianova - Teramo | 1-0           | 0-2           |
| 1993-1994 | Poule Scudetto     | Giulianova - Teramo | 0-1           | 3-0           |
| 1994-1995 | Serie C2           | Teramo - Giulianova | 0-0           | 0-1           |
| 1995-1996 | Serie C2           | Giulianova - Teramo | 0-0           | 0-1           |
| 1995-1996 | C. Italia Serie C  | Giulianova - Teramo | 1-1           | 0-2           |
| 1996-1997 | C. Italia Serie C  | Teramo - Giulianova | 0-0           | 0-1           |
| 1997-1998 | C. Italia Serie C  | Teramo - Giulianova | 1-2           | 1-2           |
| 1998-1999 | C. Italia Serie C  | Giulianova - Teramo | 0-2           | 0-2           |
| 1999-2000 | C. Italia Serie C  | Giulianova - Teramo | 1-1           | 1-1           |
| 2000-2001 | C. Italia Serie C  | Teramo - Giulianova | 1-2           | 1-2           |
| 2001-2002 | C. Italia Serie C  | Teramo - Giulianova | 1-1           | 1-1           |
| 2002-2003 | Serie C1           | Teramo - Giulianova | 4-1           | 1-0           |
| 2003-2004 | Serie C1           | Giulianova - Teramo | 1-0           | 1-2           |
| 2004-2005 | Serie C1           | Teramo - Giulianova | 0-0           | 2-2           |
| 2004-2005 | C. Italia Serie C  | Giulianova - Teramo | 0-1           | 0-1           |
| 2005-2006 | Serie C1           | Teramo - Giulianova | 1-1           | 0-0           |
| 2005-2006 | C. Italia Serie C  | Giulianova - Teramo | 1-1           | 0-2           |
| 2006-2007 | Serie C1           | Giulianova - Teramo | 0-1           | 1-1           |
| 2007-2008 | Serie C2           | Giulianova - Teramo | 0-1           | 0-0           |
| 2007-2008 | C. Italia Serie C  | Teramo - Giulianova | 1-0           | 1-0           |
| 2023-2024 | Eccellenza Abruzzo | Teramo - Giulianova | 2-2           | 0-1           |
| 2023-2024 | Coppa Abruzzo      | Teramo - Giulianova | 2-2 (9-8 dcr) | 2-2 (9-8 dcr) |

### Giulianova - Lanciano
Il derby tra Giulianova e Lanciano è un derby storico della regione, disputatosi sin dagli anni '30. Rivalità rinvigoritasi per via dell'amicizia, negli anni '80, fra frentani e teramani, nata anche in chiave anti-giulianova, vanta 30 incontri nel calcio professionistico, a partire dalla stagione 1978/79, che hanno visto la sfida protagonista anche in scontri al vertice: nella stagione di Serie C1 2001-2002, il confronto, all'ultima giornata, fra le due compagini, terminato con la vittoria dei rossoneri, permise a questi ultimi di raggiungere il quinto posto, ossia l'ultimo utile per i play-off per la serie B, scalzando proprio i rivali giallorossi. Rappresentanze di tifosi lancianesi hanno presenziato al Fadini, assieme alle tifoserie amiche di Andria e Montevarchi, in occasione di importanti sfide (Giulianova-Andria, spareggio play-out di Lega Pro Prima Divisione 2009-2010 e Real Giulianova-Montevarchi, quarto di finale di Coppa Italia Serie D 2018-2019, in cui queste affrontavano il Giulianova.
Le tabelle che seguono elencano solo gli incontri svolti in campionati professionistici.
| Competizione             | Incontri | Vittorie Giulianova | Pareggi | Vittorie Lanciano | Gol Giulianova | Gol Lanciano |
| ------------------------ | -------- | ------------------- | ------- | ----------------- | -------------- | ------------ |
| Serie C                  | 2        | 0                   | 1       | 1                 | 1              | 3            |
| Serie C1                 | 10       | 3                   | 3       | 4                 | 9              | 8            |
| Lega Pro Prima Divisione | 2        | 0                   | 1       | 1                 | 2              | 4            |
| Serie C2                 | 18       | 6                   | 7       | 5                 | 21             | 16           |
| Totale                   | 32       | 9                   | 12      | 11                | 33             | 31           |

#### Storico degli incontri
| Stagione  | Competizione | Incontro              | Esito | Esito            |
| --------- | ------------ | --------------------- | ----- | ---------------- |
| 1947-1948 | Serie C      | Giulianova - Lanciano | 1-1   | 0-2 (a tavolino) |
| 1978-1979 | Serie C2     | Giulianova - Lanciano | 1-1   | 0-0              |
| 1979-1980 | Serie C2     | Giulianova - Lanciano | 2-2   | 2-0              |
| 1982-1983 | Serie C2     | Giulianova - Lanciano | 2-0   | 2-3              |
| 1986-1987 | Serie C2     | Giulianova - Lanciano | 3-0   | 2-0              |
| 1987-1988 | Serie C2     | Giulianova - Lanciano | 0-0   | 1-3              |
| 1988-1989 | Serie C2     | Giulianova - Lanciano | 3-1   | 0-0              |
| 1989-1990 | Serie C2     | Giulianova - Lanciano | 1-1   | 0-1              |

| Stagione  | Competizione             | Incontro              | Esito | Esito |
| --------- | ------------------------ | --------------------- | ----- | ----- |
| 1990-1991 | Serie C2                 | Giulianova - Lanciano | 1-2   | 0-0   |
| 1991-1992 | Serie C2                 | Giulianova - Lanciano | 0-2   | 1-0   |
| 2001-2002 | Serie C1                 | Giulianova - Lanciano | 1-1   | 2-3   |
| 2002-2003 | Serie C1                 | Giulianova - Lanciano | 3-0   | 0-0   |
| 2003-2004 | Serie C1                 | Giulianova - Lanciano | 2-1   | 0-1   |
| 2004-2005 | Serie C1                 | Giulianova - Lanciano | 1-0   | 0-0   |
| 2006-2007 | Serie C1                 | Giulianova - Lanciano | 0-1   | 0-1   |
| 2009-2010 | Lega Pro Prima Divisione | Giulianova - Lanciano | 2-2   | 0-2   |

### L'Aquila - Pescara
Il derby tra L'Aquila e Pescara è l'incontro che contrappone le due principali città della regione. La sfida è uno dei derby più antichi ad essersi disputato ufficialmente in un campionato nazionale, essendosi disputata nel 1938, anche se già nel 1932-1933 e nel 1933-1934 L'Aquila affrontò l'A.S. Pescara (l'antenata dell'attuale) nel campionato di Prima Divisione: in quegli anni, entrambe le società vestivano il rossoblu. La sfida è stata una classica degli anni sessanta quando le due formazioni militavano insieme in Serie C.  	
In totale le due squadre si sono affrontate 44 volte, 40 delle quali in campionato e le restanti in coppa.
| Competizione                    | Incontri | Vittorie L'Aquila | Pareggi | Vittorie Pescara | Gol L'Aquila | Gol Pescara |
| ------------------------------- | -------- | ----------------- | ------- | ---------------- | ------------ | ----------- |
| Serie C                         | 26       | 5                 | 9       | 12               | 14           | 23          |
| Serie C1                        | 4        | 0                 | 1       | 3                | 3            | 10          |
| Promozione                      | 4        | 1                 | 0       | 3                | 3            | 10          |
| IV Serie                        | 6        | 2                 | 0       | 4                | 3            | 12          |
| Coppa Italia Semiprofessionisti | 2        | 0                 | 0       | 2                | 0            | 3           |
| Coppa Italia Serie C            | 2        | 1                 | 0       | 1                | 5            | 3           |
| Totale                          | 44       | 9                 | 10      | 25               | 28           | 61          |

#### Storico degli incontri
| Stagione  | Competizione | Incontro           | Esito | Esito |
| --------- | ------------ | ------------------ | ----- | ----- |
| 1938-1939 | Serie C      | L'Aquila - Pescara | 4-0   | 1-0   |
| 1939-1940 | Serie C      | L'Aquila - Pescara | 0-0   | 0-1   |
| 1950-1951 | Promozione   | L'Aquila - Pescara | 2-1   | 0-4   |
| 1951-1952 | Promozione   | L'Aquila - Pescara | 1-3   | 0-2   |
| 1953-1954 | IV Serie     | L'Aquila - Pescara | 0-2   | 1-4   |
| 1955-1956 | IV Serie     | Pescara - L'Aquila | 4-0   | 0-1   |
| 1956-1957 | IV Serie     | Pescara - L'Aquila | 2-0   | 0-1   |
| 1958-1959 | Serie C      | Pescara - L'Aquila | 2-0   | 0-2   |

| Stagione  | Competizione | Incontro           | Esito | Esito |
| --------- | ------------ | ------------------ | ----- | ----- |
| 1959-1960 | Serie C      | Pescara - L'Aquila | 5-2   | 1-0   |
| 1960-1961 | Serie C      | Pescara - L'Aquila | 1-0   | 0-0   |
| 1961-1962 | Serie C      | Pescara - L'Aquila | 0-0   | 0-0   |
| 1962-1963 | Serie C      | L'Aquila - Pescara | 2-0   | 1-1   |
| 1963-1964 | Serie C      | L'Aquila - Pescara | 0-0   | 1-0   |
| 1964-1965 | Serie C      | Pescara - L'Aquila | 2-0   | 0-0   |
| 1965-1966 | Serie C      | L'Aquila - Pescara | 1-1   | 0-1   |
| 1966-1967 | Serie C      | L'Aquila - Pescara | 0-0   | 0-2   |

| Stagione  | Competizione       | Incontro           | Esito | Esito |
| --------- | ------------------ | ------------------ | ----- | ----- |
| 1967-1968 | Serie C            | L'Aquila - Pescara | 0-1   | 0-1   |
| 1968-1969 | Serie C            | Pescara - L'Aquila | 2-0   | 2-0   |
| 1973-1974 | C. Italia Semipro. | L'Aquila - Pescara | 0-2   | 0-1   |
| 2001-2002 | Serie C1           | Pescara - L'Aquila | 4-0   | 1-1   |
| 2002-2003 | Serie C1           | Pescara - L'Aquila | 1-0   | 4-2   |
| 2002-2003 | C. Italia Serie C  | L'Aquila - Pescara | 1-2   | 4-1   |

### L'Aquila - Teramo
Il derby tra L'Aquila e Teramo è anche denominato derby del Gran Sasso, in virtù della catena montuosa che delinea il confine tra le due province. Le due attuali società si sono federate quasi contemporaneamente, all'inizio degli anni trenta ma il primo incontro ufficiale è datato 1939; a partire da quella data le due compagini si sono affrontate con molta discontinuità nel corso degli anni. In un caso, nel 2012-2013, l'incontro è valso come finale play-off per la promozione in Lega Pro Prima Divisione.
In totale le due squadre si sono affrontate 42 volte, 34 delle quali in campionato ed 8 nelle coppe.
| Competizione                    | Incontri | Vittorie L'Aquila | Pareggi | Vittorie Teramo | Gol L'Aquila | Gol Teramo |
| ------------------------------- | -------- | ----------------- | ------- | --------------- | ------------ | ---------- |
| Serie C                         | 6        | 1                 | 3       | 2               | 7            | 8          |
| Serie C1                        | 4        | 0                 | 1       | 3               | 3            | 8          |
| Lega Pro                        | 4        | 2                 | 1       | 1               | 4            | 2          |
| Serie C2                        | 2        | 0                 | 0       | 2               | 1            | 3          |
| Lega Pro Seconda Divisione      | 4        | 3                 | 0       | 1               | 4            | 3          |
| Promozione                      | 6        | 2                 | 2       | 2               | 8            | 9          |
| IV Serie                        | 4        | 2                 | 1       | 1               | 6            | 3          |
| Serie D                         | 4        | 2                 | 0       | 2               | 6            | 7          |
| Coppa Italia Semiprofessionisti | 2        | 1                 | 0       | 1               | 2            | 2          |
| Coppa Italia Serie C            | 5        | 2                 | 2       | 1               | 7            | 7          |
| Coppa Italia Lega Pro           | 1        | 1                 | 0       | 0               | 3            | 1          |
| Totale                          | 42       | 16                | 10      | 16              | 51           | 53         |

#### Storico degli incontri
| Stagione  | Competizione | Incontro             | Esito | Esito |
| --------- | ------------ | -------------------- | ----- | ----- |
| 1939-1940 | Serie C      | L'Aquila - Teramo    | 0-0   | 1-1   |
| 1947-1948 | Serie C      | L. Teramo - L'Aquila | 3-1   | 2-4   |
| 1948-1949 | Promozione   | L'Aquila - Teramo    | 1-1   | 2-4   |
| 1949-1950 | Promozione   | L'Aquila - Teramo    | 1-1   | 2-1   |
| 1950-1951 | Promozione   | L'Aquila - Teramo    | 2-0   | 0-2   |
| 1955-1956 | IV Serie     | L'Aquila - Teramo    | 2-1   | 1-1   |
| 1956-1957 | IV Serie     | Teramo - L'Aquila    | 1-0   | 0-3   |
| 1959-1960 | Serie C      | L'Aquila - Teramo    | 0-0   | 1-2   |

| Stagione  | Competizione       | Incontro          | Esito | Esito |
| --------- | ------------------ | ----------------- | ----- | ----- |
| 1973-1974 | Serie D            | L'Aquila - Teramo | 0-3   | 1-2   |
| 1979-1980 | C. Italia Semipro. | L'Aquila - Teramo | 1-0   | 1-2   |
| 1981-1982 | Serie C2           | L'Aquila - Teramo | 0-1   | 1-2   |
| 1981-1982 | C. Italia Serie C  | L'Aquila - Teramo | 0-0   | 0-2   |
| 1999-2000 | C. Italia Serie C  | Teramo - L'Aquila | 0-1   | 0-1   |
| 2001-2002 | C. Italia Serie C  | Teramo - L'Aquila | 3-3   | 3-3   |
| 2002-2003 | Serie C1           | Teramo - L'Aquila | 1-0   | 2-2   |
| 2002-2003 | C. Italia Serie C  | Teramo - L'Aquila | 2-3   | 2-3   |

| Stagione  | Competizione       | Incontro          | Esito | Esito |
| --------- | ------------------ | ----------------- | ----- | ----- |
| 2003-2004 | Serie C1           | L'Aquila - Teramo | 1-2   | 0-3   |
| 2012-2013 | Lega Pro 2ª div.   | L'Aquila - Teramo | 1-0   | 0-2   |
| 2012-2013 | Play-off           | Teramo - L'Aquila | 0-1   | 1-2   |
| 2012-2013 | C. Italia Lega Pro | L'Aquila - Teramo | 3-1   | 3-1   |
| 2014-2015 | Lega Pro           | Teramo - L'Aquila | 0-1   | 0-0   |
| 2015-2016 | Lega Pro           | L'Aquila - Teramo | 2-0   | 1-2   |
| 2024-2025 | Serie D            | Teramo - L'Aquila | 0-2   | 2-3   |